# Berk Oktay
Berk Oktay (ur. 28 października 1982 w Ankarze) – turecki aktor i model. 

## Życiorys
Urodził się w Ankarze jako syn Sevim Oktay, nauczycielki, i Serdara Oktaya, dyrektora księgowości. Ukończył studia na wydziale geologii inżynierskiej na Uniwersytecie w Ankarze. Podczas studiów uczęszczał też na lekcje aktorstwa.
W latach 2000–2006 pracował jako model dla Dolce & Gabbana, Prady i Gucciego. W 2003 wygrał konkurs na Najlepszego Modela Turcji. 
W październiku 2016 ożenił się z prawniczką Merve Şarapçıoğlu. W lipcu 2020 doszło do rozwodu. Oktay stał w obliczu zarzutów przemocy ze strony swojej byłej żony, choć z czasem Şarapçıoğlu zaprzeczyła temu. W wyniku procesu 22 grudnia 2020 sąd uznał Şarapçıoğlu winną ujawniania obrazów i dźwięków z życia prywatnego i skazał ją na karę dwóch lat i miesiąca więzienia.

## Filmografia
| Rok       | Tytuł                                     | Rola                  |
| --------- | ----------------------------------------- | --------------------- |
| 2007–2008 | Tatlı Bela Fadime                         | Levent                |
| 2008–2009 | Akasya Durağı                             | Murat Aydın           |
| 2009–2012 | Arka Sokaklar                             | Sinan Bahadır         |
| 2010      | Umut Yolcuları                            | Sinan Bahadır         |
| 2012      | Bitwa pod Wiedniem (11 settembre 1683)    | młody Abul            |
| 2012–2013 | Alev Alev                                 | Murat                 |
| 2013–2014 | Nadzieja i miłość (Benim Hala Umudum Var) | Hakan Demirer         |
| 2014      | Aşktan Kaçılmaz                           | Mardinli Berzan       |
| 2015–2016 | İlişki Durumu: Karışık                    | Can Tekin             |
| 2016      | İlişki Durumu: Evli                       | Can Tekin             |
| 2017–2020 | Wojownik (Savaşçı)                        | porucznik Kağan Bozok |
| 2020      | Yasak Elma                                | Çağatay Kuyucu        |